# Seas of Orion
Seas of Orion is een studioalbum van Erik Norlander. Het album wijkt sterk af van het overige materiaal dat van Norlander verscheen. Het album bevat, in tegenstelling tot zijn "normale" muziekstijl, stevige progressieve rock, elektronische muziek. Erik Norlander had in die dagen een uitgebreid arsenaal aan analoge synthesizers, waaronder de enorme Moog modular synthesizer, tot zijn beschikking. Hij werd mede daarom gevraagd op te treden tijdens diverse muziekfestivals gewijd aan de stroming elektronische muziek. Op een van die festivals, het Alpha Centauri Festival 2001 (genoemd naar de ster en het muziekalbum Alpha Centauri) speelde hij vlak voor zijn voorbeeld Rick Wakeman. Tijdens dat concert in Bussum viel hij positief op, want even later mocht hij meespelen op meer festivals voor elektronische muziek, terwijl zijn basisstijl zich daartoe niet leende. Op 11 september 2004 mocht Norlander terugkeren in Bussum, op Alpha Centauri 2004 was niet Wakeman de hoofdgast, maar Norlander. 
Het album werd opgenomen in The Hive, Chatsworth (Californië).   

## Musici
- Erik Norlander – toetsinstrumenten, synthesizers
- Greg Ellis – percussie

## Muziek
| Nr. | Titel                                     | Duur  |
| --- | ----------------------------------------- | ----- |
| 1.  | Fanfare for absent friends                | 5:51  |
| 2.  | City of living machines                   | 7:28  |
| 3.  | New Gotham prime                          | 7:39  |
| 4.  | Adrift on the Fire Seas of Orion's Shield | 22:32 |
| 5.  | Oasis in stasis                           | 6:08  |
| 6.  | Opera Sauvage: Hymne                      | 2:42  |

"Fanfare for absent friends" is een nummer gewijd aan de slachtoffers van de aanslagen op 11 september 2001.